# 新农村乡
新农乡是中国辽宁省沈阳市新民市下辖的一个乡。

## 行政区划
新农乡下辖新农村、靠山屯村、下坎子村、马圈子村、照星台村、黄家岭村、孙家屯村、高荒地村。